# Deckungsanfrage
Unter einer Deckungsanfrage versteht man die Anfrage bei einer Versicherung, ob ein bestimmter Versicherungsfall von der Versicherung „gedeckt“ ist, also ob die Versicherung die betreffenden Kosten übernimmt.
Die Anmeldepflicht ist in Deutschland in § 53 Versicherungsvertragsgesetz festgelegt. Unterlässt der Versicherungsnehmer die Beantragung einer Deckungszusage, zu der er verpflichtet ist, ist der Versicherer nach § 54 Versicherungsvertragsgesetz nicht zur Leistung verpflichtet, es sei denn, der Versicherungsnehmer hat die Beantragung weder vorsätzlich noch grob fahrlässig unterlassen und holt sie unverzüglich nach Kenntniserlangung von dem Fehler nach.

## Rechtsschutzversicherung
In Bezug auf eine Rechtsschutzversicherung ist Deckungsanfrage die Anfrage bei einer Rechtsschutzversicherung, ob die Rechtsschutzversicherung die Kosten der rechtlichen Interessenwahrnehmung übernimmt. Üblicherweise führt die Deckungsanfrage die Anwaltskanzlei, die der Versicherungsnehmer beauftragen möchte, durch.

### Kosten der Deckungsanfrage
Die Deckungsanfrage bei einer Rechtsschutzversicherung ist gebührenrechtlich eine eigene Angelegenheit, die in den meisten Fällen nicht von der Rechtsschutzversicherung gedeckt ist. Sie unterfällt nicht dem Begriff der Erstberatung, sondern löst eine eigene Geschäftsgebühr aus.
Der Gegenstandswert, nach dem sich diese Geschäftsgebühr für die Deckungsanfrage richtet, ist dabei das gesamte Kostenrisiko, also u. a. der Wert der Angelegenheit an sich (z. B. die Höhe der Geldforderung), die beiderseitigen Rechtsanwaltsgebühren und ggfs. die Gerichtskosten. Es ist daher in den meisten Fällen ratsam, die Deckungszusage bei der Versicherung selbst einzuholen, um überflüssige Rechtsanwaltsgebühren zu vermeiden. Viele Kanzleien verstehen die Deckungsanfrage aber auch als kostenlose Serviceleistung. Will der Versicherungsnehmer die Kanzlei nur beauftragen, wenn die Rechtsschutzversicherung auch die Kosten übernimmt, sollte dies vorsorglich vorab mit der Kanzlei ausdrücklich abgestimmt werden.
Ob die Kosten der Deckungsanfrage vom Schädiger bzw. ggf. dessen Haftpflichtversicherung zu erstatten sind, wird in der Rechtsprechung unterschiedlich beurteilt.

### Wirkungen der Deckungsanfrage
Die Rechtsschutzversicherung muss eine Deckungsablehnung gemäß § 18 Abs. 1 ARB 2000 dem Versicherungsnehmer unverzüglich mitteilen.
Dagegen ist die Deckungszusage in § 17 Abs. 4 Satz 1 ARB 2000 geregelt. Sie stellt ein deklatorisches Schuldanerkenntnis des Versicherers dar. Die Folge ist, dass eine Anfechtung des Versicherers wegen Irrtums nicht mehr möglich ist. Allerdings bleibt der Versicherer leistungsfrei, wenn der Versicherte unvollständige oder falsche Angaben macht und die Deckungszusage darauf beruht.